# Vírio Lupo (procônsul da África)
Vírio Lupo (em latim: Virius Lupus) foi um oficial romano do século IV. Era descendente de Vírio Lupo, cônsul em 278, e pai de Lupo. Homem claríssimo, torna-se procônsul da África em 337/361.